# Aldarís
Aldarís es una aldea española que pertenece al municipio de Lousame en la provincia de La Coruña, Galicia. Pertenece a la parroquia de Fruíme. Es un asentamiento rural conformado por un núcleo de población según el INE.
Está situada al este del municipio, en la ladera del monte de La Muralla a 391 metros sobre el nivel del mar y a 14 km de la capital municipal. Las localidades más cercanas son Xestoso y Burzó. Por esta aldea pasa la AC-1103 que une las localidades del este de Lousame con Rianxo.

## Topónimo
Es probable que el topónimo Aldarís provenga del genitivo Alderici del nombre propio hispanovisigodo Aldericus (o del nombre propio suevo Ildericus). En este caso, se trata del gótico Alds (‘generación’, ‘tiempo’) y Reiks (‘señor’, ‘poderoso’, ‘rico’), unidos y latinizados como Aldericus.
Los topónimos, en ocasiones, proceden de la forma de genitivo porque hacen referencia a ‘algo de alguien’. Por ejemplo, en este caso, podría ser [villa] Alderici (‘la finca’ de Aldericus). Lo mismo sucede con otros apellidos y topónimos acabados en -iz (Sinderiz o Siñeriz, de Sinderici, por ejemplo). Nos encontramos, entonces, con que el topónimo procede del nombre personal de un antiguo posesor medieval de la zona.
Dentro de la propia aldea podemos encontrar muchos otros topónimos como As Cortiñas, As Eiras de Abaixo, As Ceboleiras, O Muíño do Salleiro, O Cruceiro de Blanco, A Escola, O Campo de Abaixo, Portagabia, O Agro de Cao, Portovilas, Os Xestales, A Portela, A Ponte da Portela, Riba do Agro, Subideiro, Os Cancelos, Os Cacheiros, As Cañoteiras, Suarró, Fondo da Veiga, O Ribeiro, O Porto do Carro, O Fardel o As Laxiñas, entre otros.

## Demografía
En 2020, tenía una población de 53 habitantes (27 hombres y 26 mujeres), lo que supone un 15,36 % de la población de la parroquia y un 1,62 % del total municipal. En ese año, era la vigesimocuarta localidad más poblada del municipio, y la quinta de la parroquia.
| Gráfica de evolución demográfica de Aldarís entre 1991 y 2020 |
|                                                               |
| Población de derecho según el padrón municipal del INE        |

## Urbanismo
Tiene una extensión delimitada de 44 500 m² (metros cuadrados), de los cuales, 23 200 pertenecen a suelo consolidado (Núcleo). Según el PGOM de 2005, en ese año la aldea constaba de 22 viviendas unifamiliares y otras 36 construcciones de carácter secundario o complementario. No hay ninguna nave de carácter agrícola ni de carácter industrial o comercial. Siete construcciones están en estado de ruina. Según el INE, es una entidad singular de población conformada por un núcleo de población, aunque existen tres viviendas dispersas conformando una pequeña zona diseminada alrededor.

## Galería de imágenes

Imágenes de Aldarís
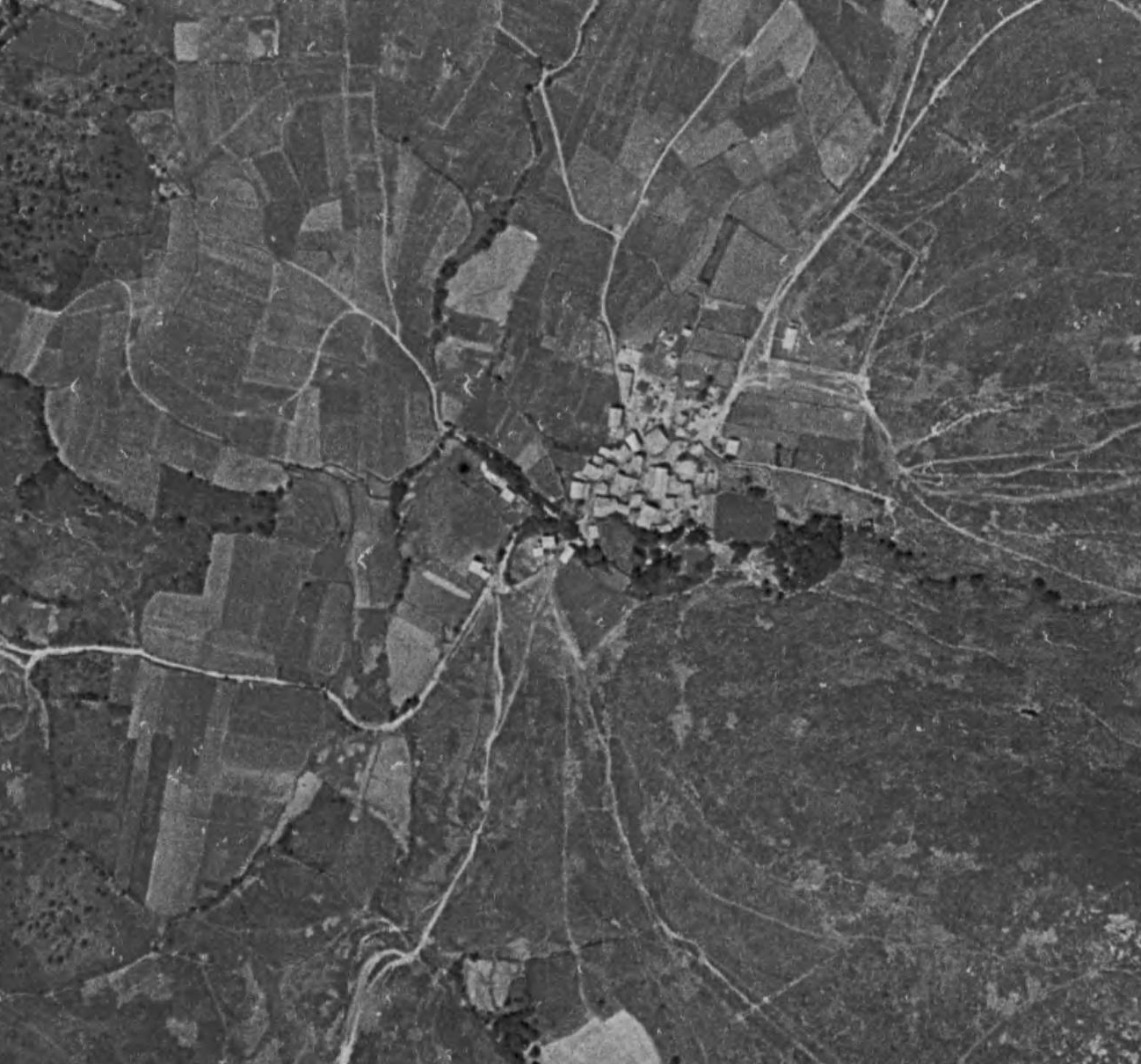
Aldarís en 1955, fotografiado por un vuelo americano.
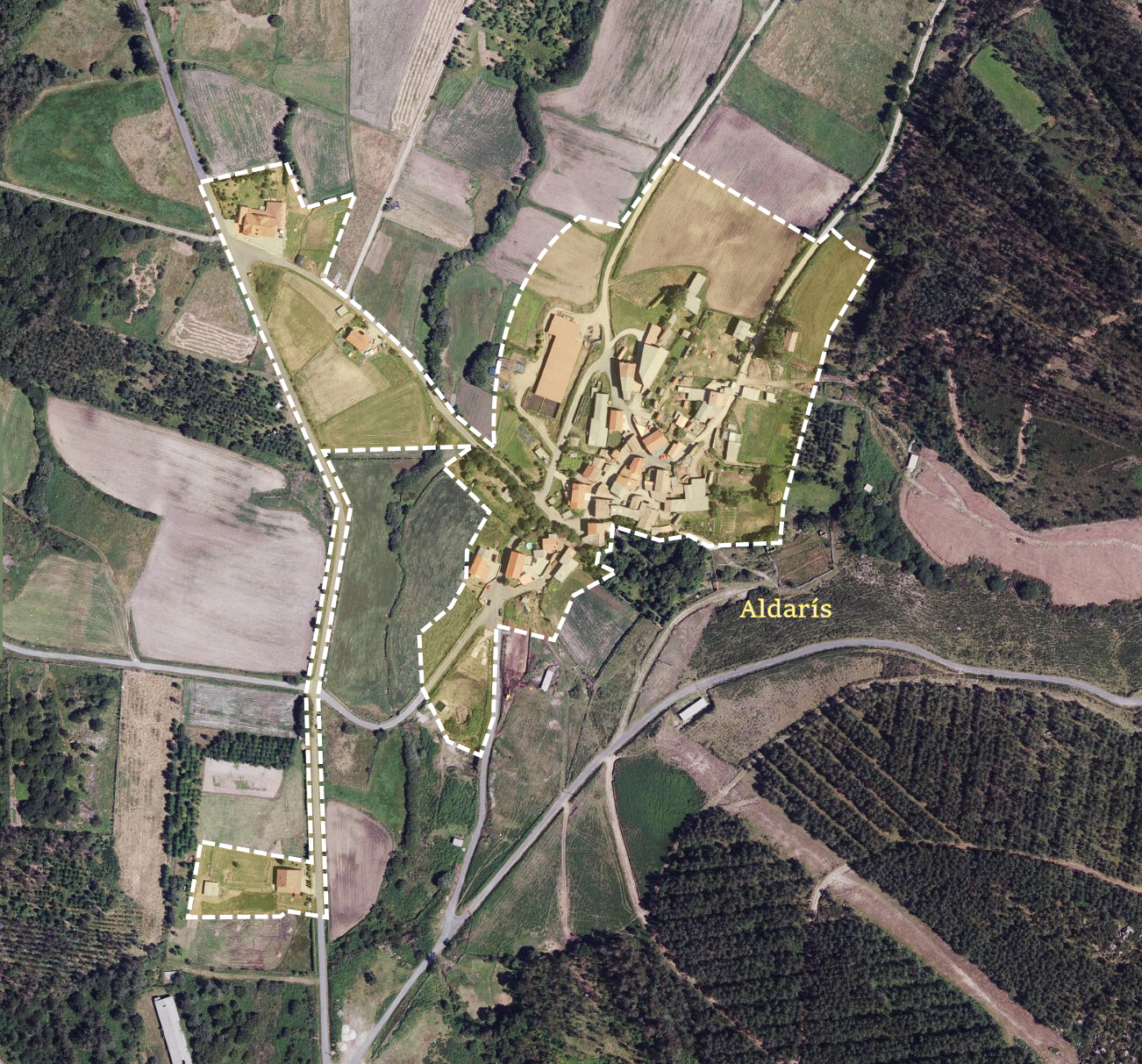
Aldarís en 2014 con sus límites.